# Meioneta orites
Meioneta orites là một loài nhện trong họ Linyphiidae.
Loài này thuộc chi Meioneta. Meioneta orites được Tord Tamerlan Teodor Thorell miêu tả năm 1875.